# 杉咲侑果
杉咲 侑果（すぎさき ゆうか、1982年6月8日 - ）とはクイーンズアベニューに所属する日本の女優である、千葉県出身、血液型はB型、身長164cm。

## 出演番組
- ウルトラマンネクサス 松永葉月役
- ナオミ (テレビドラマ)